# Alexei Alexandrowitsch Poljakow
Alexei Alexandrowitsch Poljakow (russisch Алексей Александрович Поляков; * 16. Dezember 1985 in Toljatti) ist ein russischer Handballspieler.

## Karriere
Alexei Poljakow lernte das Handballspielen in seiner Heimatstadt Toljatti bei SDJUSCHOR-Lada-ZSK WWS. Über die Universität Awtodor kam er zu Sarja Kaspija Astrachan, für die er ab 2006 in der russischen Super League auflief. Mit Astrachan wurde er 2007 und 2008 Vizemeister. International nahm der zwei Meter große Kreisläufer an der EHF Champions League, am EHF-Pokal und am Europapokal der Pokalsieger teil. 2017 wechselte er zu GK Wiktor Stawropol, mit dem er 2020 den zweiten Platz belegte. Im Sommer 2021 sollte er zum spanischen Zweitligisten EÓN Horneo Alicante wechseln. Der Wechsel platzte aufgrund bürokratischer Hindernisse im Januar 2022 endgültig. Seit Sommer 2022 steht Poljakow beim russischen Erstligisten SKIF Krasnodar unter Vertrag.
Mit der russischen Nationalmannschaft belegte er bei der Europameisterschaft 2014 den achten Platz. Im Turnier warf er acht Tore in sechs Einsätzen.